# Tradução Brasileira
A chamada Tradução Brasileira da Bíblia (originalmente "Tradução Brazileira", também conhecida como "Versão brasileira", ou "Edição brasileira", ou "Versão Fiel") foi o primeiro projeto de tradução de toda a Bíblia protestante realizado no Brasil, "elaborada por brasileiros para brasileiros". Foi publicada integralmente em 1917, durante a 1ª Guerra Mundial. Entre suas características estão a literalidade e a fidelidade ao texto-base em hebraico, aramaico e grego, realizada pelo trabalho de vários eruditos evangélicos e linguistas ilustres brasileiros.

## História

### Uma versão para brasileiros
Segundo Giraldi, os principais líderes evangélicos brasileiros do início do século XX manifestaram às sociedades bíblicas o desejo por uma tradução da Bíblia verdadeiramente brasileira, "elaborada por brasileiros para brasileiros". Então, a Sociedade Bíblica Americana (SBA) e a Sociedade Bíblica Britânica e Estrangeira (SBBE) decidiram patrocinar o projeto de uma nova tradução em português para o Brasil, nomeando uma comissão de tradução com nomes de destaque entre as igrejas evangélicas. O plano era lançar a Bíblia em 1906.

O projeto foi divulgado no Jornal do Commercio, que o exaltou: 
"Esta tradução da Bíblia é a obra mais importante no país, nos dias de Hoje."
Comissão de tradução
A Comissão de Tradução nomeada em 1902 pelas sociedades bíblicas foi composta por: Dr. Hugh Clarence Tucker (metodista); o Rev. William Cabell Brown, Jr (episcopal), Eduardo Carlos Pereira  (presbiteriano independente), Antônio Bandeira Trajano, John Merril Kyle (Igreja Presbiteriana do Norte dos Estados Unidos), John Rockwell Smith (Igreja Presbiteriana Americana, do sul), Alfredo Borges Teixeira (presbiteriano independente), Hipólito de Oliveira Campos (metodista), Virgílio Várzea e Alberto Meyer (Nova Friburgo), entre outros. Alguns desses tradutores nasceram no exterior, mas conheciam bem a língua portuguesa.
Na primeira reunião da Comissão de Tradução, o missionário Rev. Willima Campbell Brown foi eleito presidente.

### Colaboradores linguísticos
A comissão de tradução também contou com a colaboração de "consultores linguísticos ilustres como Rui Barbosa, José Veríssimo e Heráclito Graça, que ajudaram a solucionar questões relacionadas a sintaxe da língua portuguesa". Além desses, colaboraram: Mário de Artagão (Antônio da Costa Correia Leite), Virgílio dos Reis Várzea e Remígio de Cerqueira Leite. 

### Processo de tradução
Segundo Giraldi, em 1903 a comissão passou a se reunir na residencia do Rev. Hugh Tucker, no Rio de Janeiro. Também decidiu-se que o título da obra seria Tradução Brasileira da Bíblia (TB).
A tradução foi feita, "palavra por palavra", diretamente das línguas grega, hebraica e aramaica, em vez de a partir de outra versão que foram apenas consultadas. Como texto base se utilizou o Novo Testamento Grego de Nestlé e a Bíblia Letteris (Bíblia Hebraica com base no texto massorético editada por Max H. Letteris).
A tradução de cada parte sempre era feita por dois tradutores, um conhecedor das línguas bíblicas e outro especialista da língua portuguesa. Cada porção traduzida "era enviada para exame de todos os tradutores e depois a comissão se reunia para estudá-la e melhorar a redação", então, "o texto revisado era enviado aos consultores, que a examinavam e davam suas sugestões". Por fim, a comissão se reunia para receber e estudar as sugestões e, então, "dar a redação final".
Durante o processo, apesar da tradução ter sido feita a partir das línguas originais, foram consultadas e comparadas com outras traduções consagradas: tradução do Padre Antonio Pereira de Figueiredo (portuguesa), a de João Ferreira de Almeida (portuguesa), King James (inglesa), Reina-Valera (espanhola), Diodatti (italiana), Ostervald (francesa), Septuaginta (grega) e Vulgata Latina.

### Traduções e publicações parciais
O trabalho de tradução da comissão durou 12 anos, de 1902 a 1914. Editaram-se os dois primeiros evangelhos em 1904, e depois de alguma crítica e revisão, o Evangelho de Mateus saiu em 1905.  Publicaram-se os Evangelhos e o livro dos Atos dos Apóstolos em 1906.
O Novo Testamento completo foi publicado em 1908 como O Novo Testamento Traduzido em Português, Edição Brasileira.

### 1ª edição completa
A Bíblia completa, que a princípio era prevista para 1906, foi completada em 1914. Mas, como estourou a Primeira Guerra Mundial, e as sociedades bíblicas passaram por problemas financeiros, a edição impressa da Tradução Brasileira da Bíblia só foi publicada integralmente em 1917, após 15 anos do início dos trabalhos.
Sobre a recepção da 1ª edição, veja abaixo "Recepção da edição de 1917"

## 2ª edição com revisão ortográfica
No final da década de 1990 a Sociedade Bíblica do Brasil (SBB) convidou o Rev. Josué Xavier para trabalhar na revisão da Tradução Brasileira da Bíblia com a finalidade de resgatar esse marco histórico da tradução da Bíblia no Brasil.
Em 2010, quase um século depois da primeira edição, a SBB reeditou e publicou em forma impressa a 2ª edição da Tradução Brasileira. Em relação à edição de 1917, houve as seguintes alterações: completa atualização ortográfica, adequação da grafia dos nomes próprios segundo o modelo da Almeida Revista e Atualizada; pequenas alterações gramaticais, como pontuação e do uso de iniciais maiúsculas e minúsculas. Essa edição também aplicou as regras do novo acordo ortográfico da língua portuguesa (que entrou em vigor em 2009). No entanto, é pouco divulgado que a SBB já havia disponibilizado desde 2001 uma versão digital revisada da Tradução Brasileira como parte do software "Bíblia Online" (CD-ROM).

## Recepção da edição de 1917
A tradução recebeu críticas e elogios a respeito do mesmo aspecto: seria literal demais ao ponto de transliterar em vez de traduzir nomes próprios no AT e outros termos em toda a Bíblia (vide abaixo: "Transliterações em vez de tradução"). O que a tornava difícil de ler por um lado, mas fiel ao texto-base, por outro.
Apesar de não ter agradado a todos, teve uma boa recepção pelos evangélicos brasileiros. Tanto que as sociedades bíblicas publicarem três novas "edições" em 1924: uma com letras normal (igual a primeira); outra com letras grandes; e outra com referências bíblicas; além de 200 mil impressões dos evangelhos. Segundo relatório do Rev. Hugh Tucker à Sociedade Bíblica Americana (SBA), um terço das Bíblias vendidas em 1926 foram da Tradução Brasileira, que concorria com as vendas das traduções do Padre Fiqueiredo (sem os apócrifos) e da Almeida Revista e Corrigida, também vendidas pela SBA.
O trabalho realizado pela comissão é considerado por muitos especialistas e leitores como erudito, clássico e bastante literal em relação aos textos nas línguas originais. Tanto que o método formal ou literal de tradução de seu texto valeu-lhe o apelido popular de "Tira-Teima" (ou simplesmente "TT") e "Tradução Fiel" ou "Versão Fiel".

Segundo Giraldi, o texto da 1ª edição de 1917 "foi muito bem-recebido pelos evangélicos brasileiros, ficando conhecido como uma tradução literal e fiel aos originais em grego, hebraico e aramaico". Ainda afirma que "Até a década de 1950, ela dividiu com a tradução de João Ferreira de Almeida a preferência das igrejas evangélicas no Brasil". Segundo o Dr. Scholz,
"Em meados do século XX, quando as sociedades bíblicas que atuavam no Brasil, a Britânica e a Americana se viram diante da necessidade de providenciar um texto bíblico mais atualizado, consideraram a hipótese de mexer na Tradução Brasileira. Acabaram optando por atualizar a tradução de Almeida, entre outras razões porque tinha uma história mais longa e rica do que a Tradução Brasileira. Com isto, a Tradução Brasileira foi retirada de circulação e, em grande parte, esquecida."
Apesar de ter tido uma boa recepção na primeira metade do século, na segunda metade foi perdendo de crescente a preferência por parte de muitos leitores e igrejas à antiquada (linguisticamente) versão Almeida Revista e Corrigida (ARC), a Tradução Brasileira (1917) foi sendo deixada de lado até não ser largamente abandonada e esquecida. Tanto que, o Dr. Vilson Scholz afirma não saber da sua existência até a publicação de sua segunda edição em 2010. Após ser publicada por cinco décadas, foi interrompida no final da década de 1950, após o lançamento da Versão Almeida Revista e Atualizada de João Ferreira de Almeida (RA) em 1959, que veio a conquistar a preferência dos evangélicos.
Uma das razões apontadas para o seu abandono e esquecimento é ter transliterado (em vez de traduzir) os nomes próprios hebraicos de maneira próxima àquela em que são pronunciados em hebraico, e não como são usados tradicionalmente no português brasileiro. Outras razões são: a maior familiaridade pública com o texto de Almeida; o fato de ser baseada no texto crítico (minoritário);  também deficiências de linguagem (hoje considerada bela); e falta de revisões subsequentes (que só veio a ocorrer em 2010, apenas na ortografia).
Consequentemente, deixou de ser publicada por um longo período desde a década de 50, basicamente, toda a segunda metade do século XX, voltando a ser publicada em versão impressa só em 2010 pela Sociedade Bíblica do Brasil.
Essa versão também foi utilizada pela Comissão de Tradução da Almeida Revista e Atualizada (ARA), que "quando entendiam que a Tradução Brasileira expressava bem o sentido original, simplesmente adotaram o texto da mesma [sic]". Portanto, parte da TB sobrevive na ARA.

## Disponibilidade atual
Os exemplares ainda existentes desta tradução em sua forma original são de difícil obtenção, sendo raros nos sebos (mercados livreiros de segunda mão) e alcançando preços relativamente altos para uma Bíblia moderna, embora ainda longe das faixas de preços praticadas por antiquários. Os exemplares ‘populares’ (capa dura) são mais comuns, menos bem conservados e mais volumosos que os ‘de luxo’ (encadernados em couro).
Há um trabalho incipiente (julho de 2006) no âmbito da Sociedade Bíblica CrossWire para criar uma versão eletrônica livre, uma vez que o texto original encontra-se em domínio público nos Estados Unidos, por ter sido publicada antes de 1922.
Inicialmente, em 2001, a SBB disponibilizou novamente a TB em um software para Windows chamado "Bíblia Online" (CD-ROM) , agora descontinuado, e a partir de 2010, de forma impressa e digital.
Além da versão impressa, a SBB disponibiliza também uma versão digital gratuita:
- Nos aplicativos: Bíblia Plus [nota 9] da SBU/SBB;[11] e aplicativo YouVersion[nota 10] da Life.Church.[12]
- Na Bíblica do Brasil]], na aba >Conteúdo interativo >Pesquisa da Bíblia Arquivado em 16 de julho de  2019, no Wayback Machine.
- No sítio www.bible.com (ou YouVersion) da Life.Church.[12]

E de forma digital paga:
- Programa Bíblia Glow (oficialmente descontinuado).[13]
- Software Bíblico Logos (anteriormente chamado de "Libronix: Biblioteca Digital da Bíblia") para MS Windows, Apple Mac e online.[14]
- Em formato ebook: ePUB e Kindle (Amazon).

## Características da tradução

### Texto-base
Como texto-base da tradução do Antigo Testamento, foi utilizado o texto da Bíblia Hebraica editada por Max H. Letteris (ou "Bíblia Letteris") com base no texto massorético.
O Novo Testamento foi traduzido a partir da edição crítica do Novo Testamento Grego de Nestlé (Novum Testamentum Graece) baseada nos manuscritos mais antigos.

### Nome de Deus no Antigo Testamento
Uma das particularidades mais interessantes é o uso do nome de Deus no Antigo Testamento. O nome "Jeová" aparece 6.803 vezes nos locais onde o texto BHS contém o tetragrama YHVH. A edição de 1917, utilizava originalmente a grafia Jehovah, que foi atualizada na revisão de 2010 para a grafia "Jeová" mais simples e mais conhecida.

### Transliterações em vez de tradução
A Tradução Brasileira da Bíblia, à semelhança da Bíblia de Jerusalém, faz uso das palavras Sheol (59 vezes) para transliterar o termo hebraico "she’óhl", bem como no uso de Hades (10 vezes) para o termo grego "haí‧des", e Geena (12 vezes) para o termo grego "gé‧en‧na".